# Indianthus virgatus
Indianthus virgatus là một loài thực vật có hoa trong họ Marantaceae. Nó là loài duy nhất trong chi Indianthus, phân bố tại miền nam Ấn Độ (bao gồm cả quần đảo Andaman), Sri Lanka.

## Lịch sử phân loại
Năm 1810, William Roxburgh mô tả loài Phrynium virgatum. Năm 2009 Piyakaset Suksathan, Mats H. Gustafsson và Finn Borchsenius mô tả chi Indianthus, và chuyển Schumannianthus virgatus (danh pháp chính thức của loài này khi đó) sang chi này.

## Hình ảnh

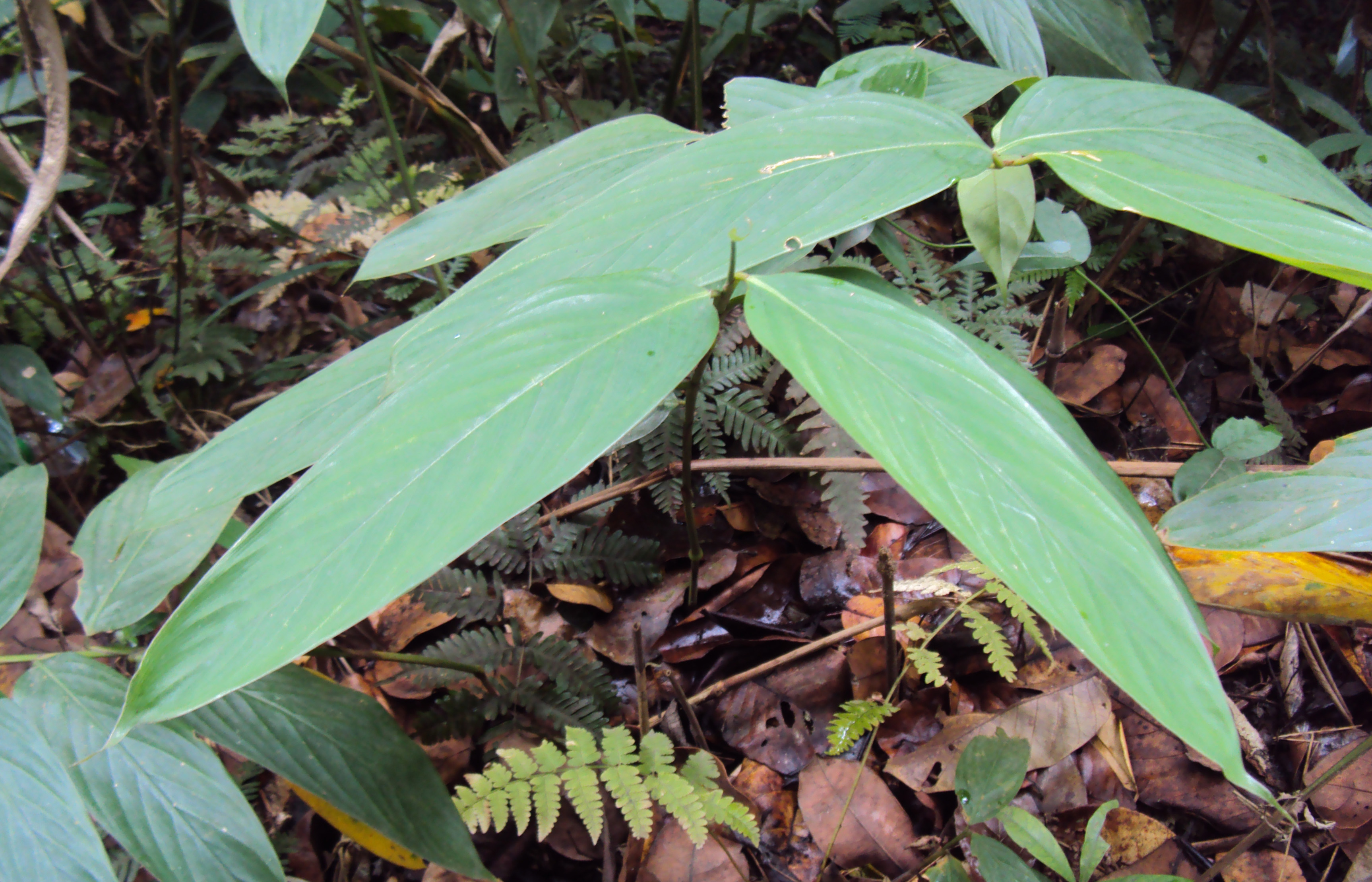
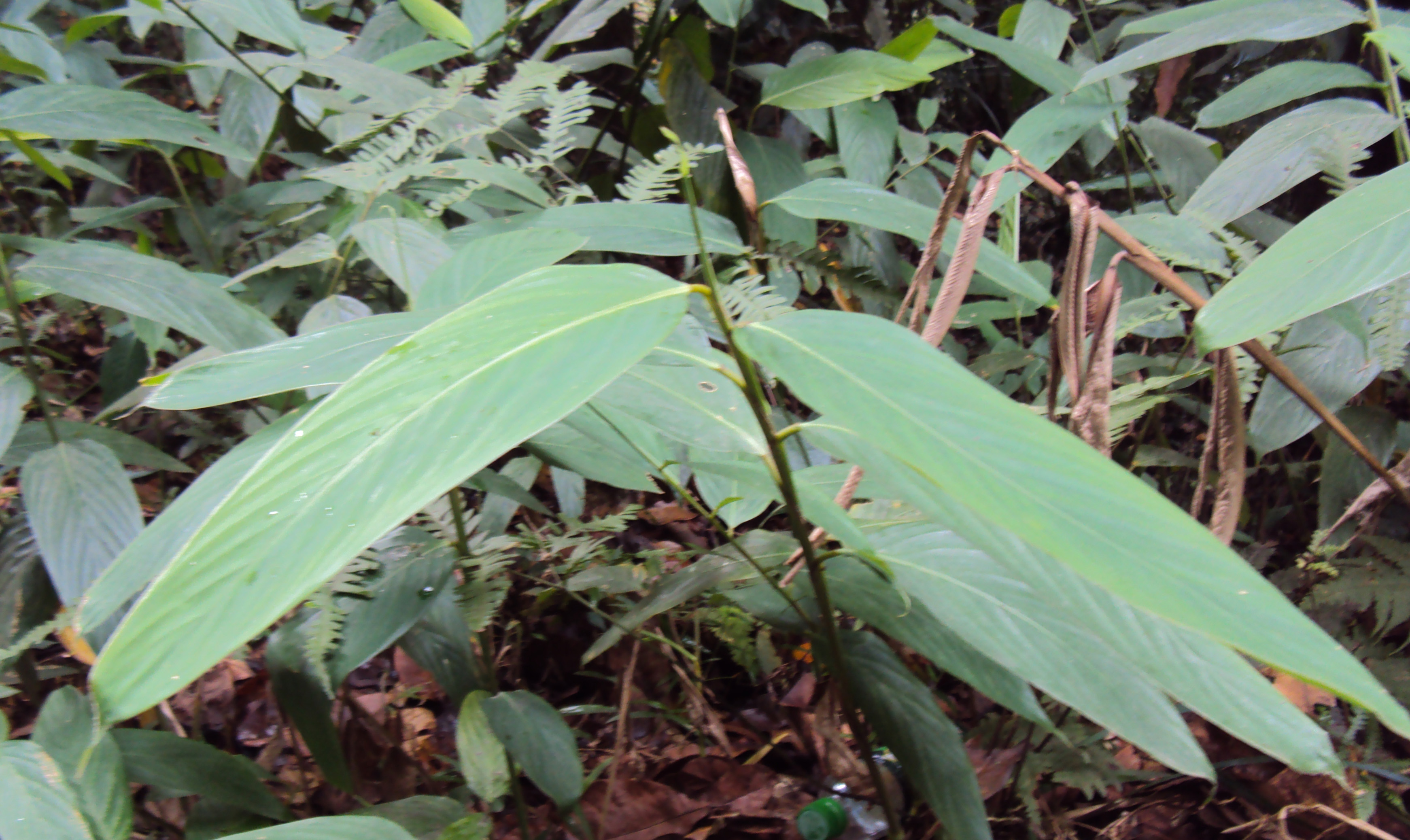
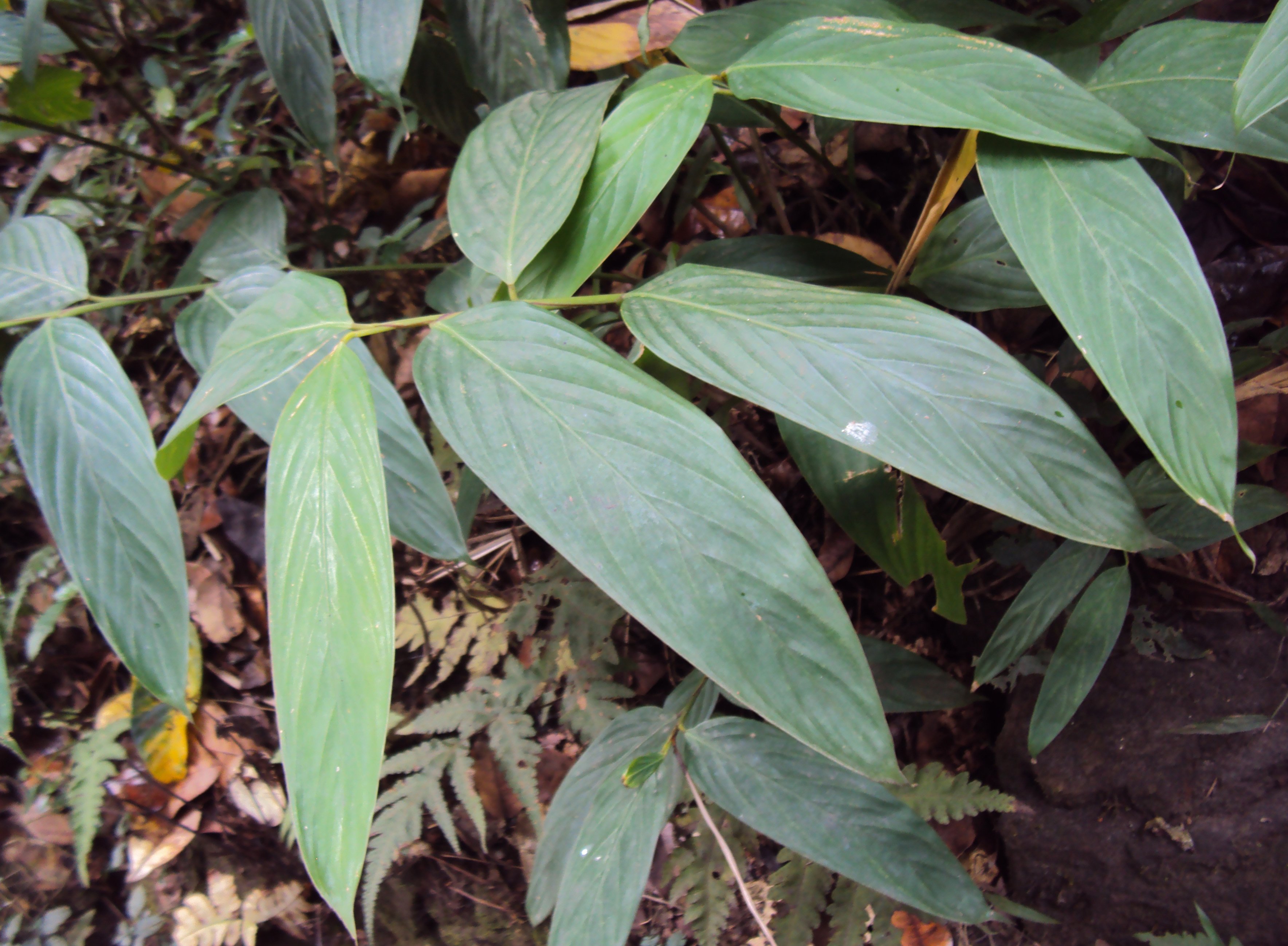
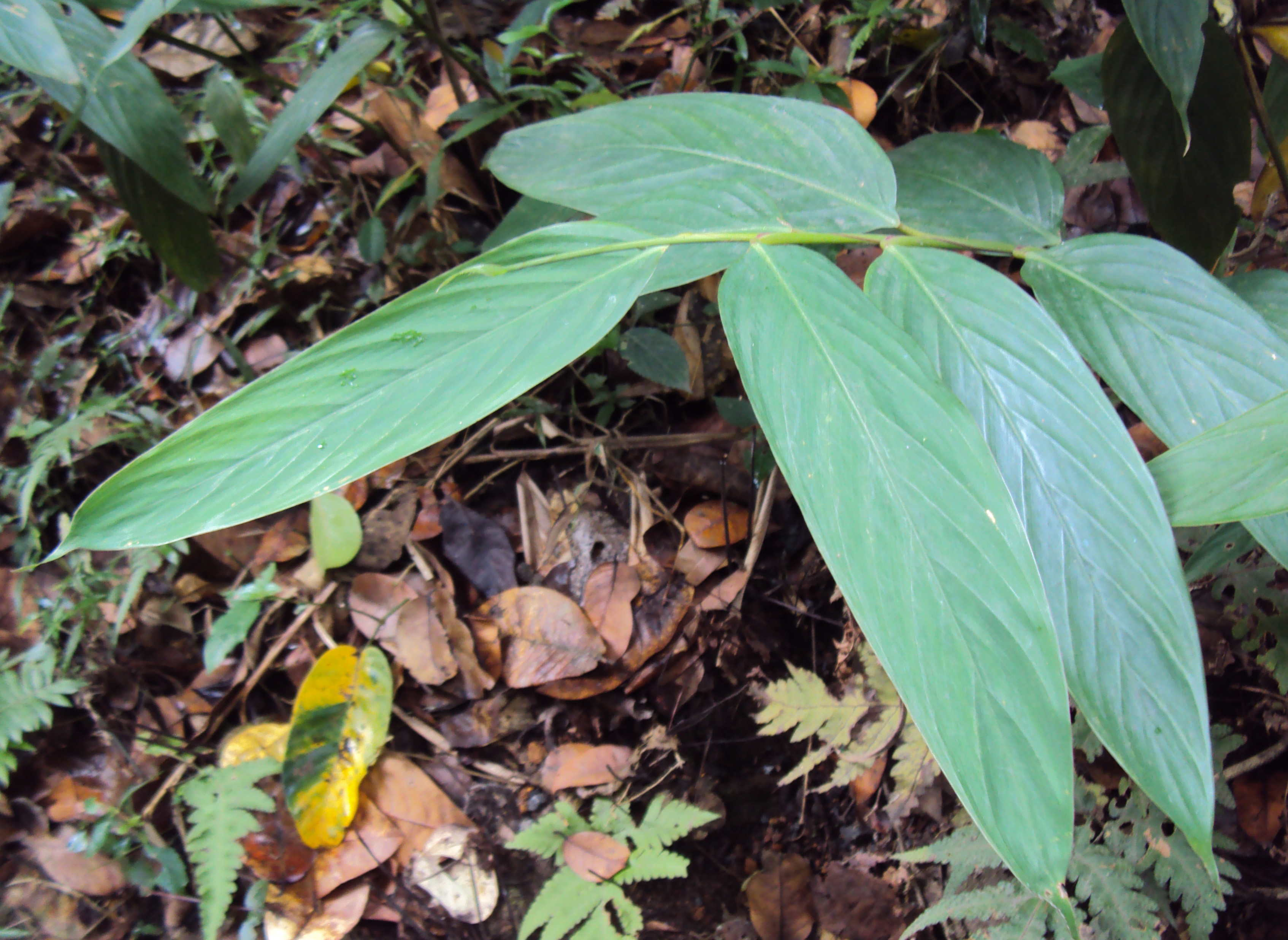